# Arrone
Arrone è un comune italiano di 2 483 abitanti  della provincia di Terni in Umbria.
Fa parte del club I borghi più belli d'Italia.

## Storia

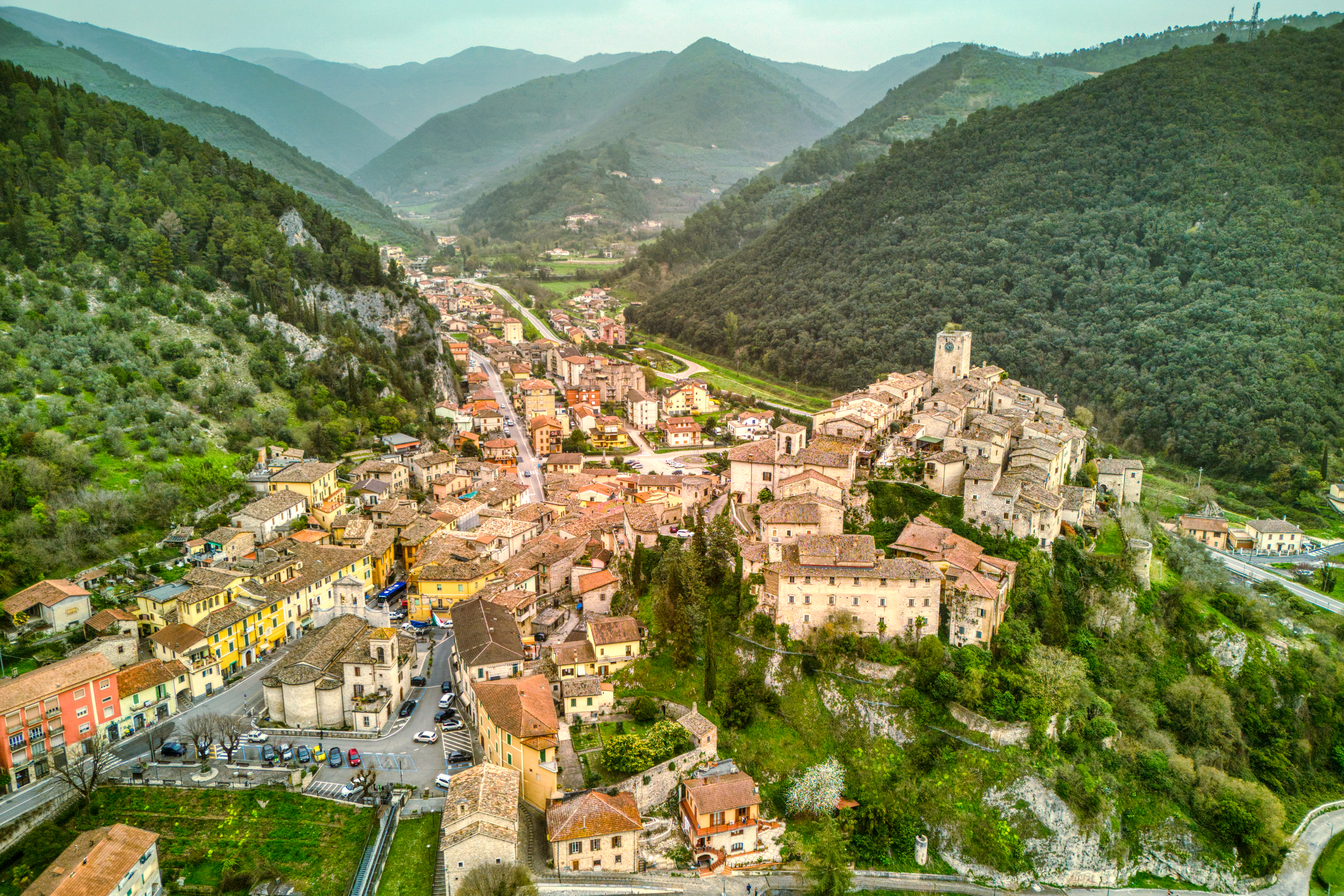
vista del comune

Sul finire del IX secolo, un nobile romano di nome Arrone, si stabilì nella Valnerina e si impossessò di uno dei promontori rocciosi che vi si ergevano, costruendovi un castello fortificato, inizialmente in legno e poi ricostruito in muratura. 
Questo castello fu il primo nucleo del paese, che prese da lui il nome.
Il feudo della nobile famiglia Arrone giunse in seguito ad estendersi da Papigno a S. Pietro in Valle, da Miranda a Labbro, da Piediluco a Melaci e a Polino. Gli Arrone erano legati ai duchi di Spoleto, il cui dominio terminò nel 1198.
Agli inizi del XIII secolo gli Arroni persero progressivamente terre, autonomia e prestigio in favore del nuovo comune di Spoleto, a cui si assoggettarono nel 1229. Gli uomini di Arrone, allora, nel 1315, riscattarono tutto il territorio comunale dagli antichi signori e nel 1347 si costituirono in comune. Nel 1542 gli abitanti si dettero uno statuto e si fecero animatori della rivolta della Bassa Valnerina contro il sistema feudale spoletino (secoli XVII-XVIII). Arrone venne saccheggiato dai lanzichenecchi nel 1527 e dai francesi nel 1799.
Con la restaurazione del governo pontificio, furono aggregate ad Arrone come frazioni comunità fino a quel momento autonome.

## Monumenti e luoghi d'interesse
Di grande interesse il castello di Arrone, la parte alta dell'abitato, che conserva l'impianto urbanistico medioevale, con le mura e i pittoreschi vicoli. Da visitare: il campanile civico, la torre "degli olivi", la trecentesca chiesa di San Giovanni Battista con affreschi quattrocenteschi di scuola umbra, la cinquecentesca Parrocchiale di Santa Maria Assunta e l'ex convento di San Francesco. Nella vicina frazione di Casteldilago sono notevoli la chiesa di San Nicola, con affreschi di Giovanni di Pietro, detto "Lo Spagna", o di un suo allievo, e il santuario della Madonna dello Scoglio Rotondo.

## Società

### Evoluzione demografica
Abitanti censiti

### Tradizioni e folclore

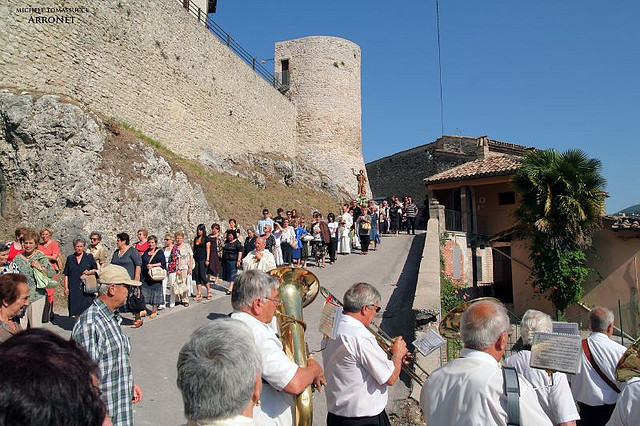
Processione di San Giovanni Battista

I festeggiamenti in onore del Patrono S. Giovanni Battista (24 giugno) e, nel periodo natalizio, la rappresentazione del presepe vivente presso l'antico castello, rappresentano le principali tradizioni folcloristiche locali.
La vicinanza del paese al fiume Nera ha inoltre permesso il prodursi di numerose manifestazioni ad esso legate quali gare di discesa in canoa, in natanti autocostruiti ecc che si tengono durante l'estate.

## Cultura
Arrone fa parte di:
- Città dell'Olio[8]
- I Borghi più belli d'Italia[9]

## Infrastrutture e trasporti

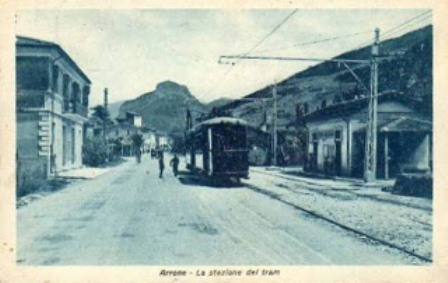
Stazione tranviaria ad Arrone (cartolina d'epoca)

Attraversata dalla strada statale 209 "Valnerina", Arrone era servita, nel periodo compreso tra il 1909 e il 1960, dalla stazione comune a Montefranco della tranvia Terni-Ferentillo, un'infrastruttura nata per agevolare il trasporto delle merci e delle persone lungo la valle della Nera che risultò determinante ai tempi dell'industrializzazione della stessa.

## Amministrazione
| Periodo | Periodo   | Primo Cittadino | lista civica                          | Carica  | Note       |
| ------- | --------- | --------------- | ------------------------------------- | ------- | ---------- |
| 1995    | 1999      | Domenico Rosati | lista civica                          | Sindaco |            |
| 1999    | 2004      | Domenico Rosati | lista civica                          | Sindaco | 2º mandato |
| 2004    | 2009      | Loreto Fioretti | lista civica                          | Sindaco |            |
| 2009    | 2014      | Loreto Fioretti | lista civica                          | Sindaco | 2º mandato |
| 2014    | 2019      | Loreto Fioretti | lista civica - Democratici Riformisti | Sindaco | 3º mandato |
| 2019    | 2024      | Fabio Di Gioia  | Arrone Domani                         | Sindaco |            |
| 2024    | in carica | Fabio Di Gioia  | Arrone Domani                         | Sindaco | 2º mandato |

## Sport
La società calcistica che rappresenta il comune era il Gruppo Sportivo Arrone, squadra che militava nel Girone E di Serie D fino al 2009. La squadra giocava le sue gare interne presso lo stadio comunale sito in Via Piè d'Arrone.
Nel 2009 si è fusa insieme a 2 squadre dilettantistiche di Terni, Gabelletta e Nuova Virgilio Maroso, per formare lo Sporting Terni che attualmente milita in Serie D. Il 7 marzo 2024 Arrone ha ospitato la partenza della 4° tappa della Tirreno-Adriatico 2024.